# Partido Progressista (1993)
O Partido Progressista (PP) foi um partido político brasileiro formado com a fusão do PST (primeira formação do partido, de código 52) e do PTR, em 27 de maio de 1993. Seu código eleitoral foi o 39, não usado pelos partidos anteriores.
Seu primeiro presidente nacional foi o ex-governador e ex-senador pelo PTN (hoje Podemos) do Paraná, Alvaro Dias, tendo sido candidato ao governo em 1994.

## Eleições estaduais e presidencial em 1994
Em 1994, não lançou candidato a Presidente da República, e apoiou informalmente (sem integrar coligação) a pré-candidatura de Fernando Henrique Cardoso, tendo, além de Alvaro Dias, entre seus filiados, Hélio Costa, de Minas Gerais e José Roberto Arruda, politicamente radicado no Distrito Federal, que apoiaram FHC durante a campanha.
Outros nomes, com destaque para Luiz Antônio Medeiros, candidato ao governo de São Paulo, aliou-se ao então PPR de Paulo Maluf e apoiou Esperidião Amin nacionalmente.
No Rio de Janeiro, segunda economia do país, lançou a candidatura de retorno ao senado de Nelson Carneiro, ficando em terceiro lugar, apoiando formalmente o PSDB no estado e FHC na presidência.
No Rio Grande do Sul, o partido, sem maiores expressões locais, apoiou o PDT de Leonel Brizola, estadual e nacionalmente.
No mesmo ano, o PP elegeu José Roberto Arruda, Antônio Carlos Valadares, Osmar Dias (irmão de Alvaro) e Bernardo Cabral ao Senado, sendo estas as candidaturas majoritárias vitoriosas, não triunfando diretamente com nenhuma candidatura ao Governo.

### Legado do partido
Em 1995, o PP foi extinto com a fusão com o PPR, dando origem ao PPB. Arruda e Osmar foram para o PSDB, sendo Arruda escolhido líder do governo FHC.
1994 foi sua única eleição, com um legado de quatro senadores eleitos e 34 deputados federais eleitos, e tendo tido presença em todas as unidades federativas brasileiras. O destino dos membros locais em sua maioria foi para partidos à época da maioria governista (PSDB, PFL, PL, PPB e PTB).
Alguns membros, como Marcílio Duarte, novamente apostaram no PST, este refundado em 1995 também, porém com desempenho aquém do PST anterior ou mesmo do PP.
Já membros do PTR ligados a Levy Fidelix não marcaram presença no PP, fundando o PTRB, embrião do PRTB, fundado em 1996.
|                                               |  |                                               | Partido Social Liberal (PSL) 1994–2022    | Partido Social Liberal (PSL) 1994–2022          |  | União Brasil (UNIÃO) 2022–presente              | União Brasil (UNIÃO) 2022–presente  | União Brasil (UNIÃO) 2022–presente |
| Aliança Renovadora Nacional (ARENA) 1966–1979 |  | Partido da Frente Liberal (PFL) 1985–2007     | Partido da Frente Liberal (PFL) 1985–2007 | Democratas (DEM) 2007–2022                      |  | União Brasil (UNIÃO) 2022–presente              | União Brasil (UNIÃO) 2022–presente  | União Brasil (UNIÃO) 2022–presente |
| Aliança Renovadora Nacional (ARENA) 1966–1979 |  | Partido Democrático Social (PDS) 1980–1993    |                                           | Partido Progressista Reformador (PPR) 1993–1995 |  | Partido Progressista Brasileiro (PPB) 1995–2003 | Partido Progressista (PP) 2003–2017 | Progressistas (PP) 2017–presente   |
|                                               |  | Partido Democrata Cristão (PDC) 1985–1993     |                                           | Partido Progressista Reformador (PPR) 1993–1995 |  | Partido Progressista Brasileiro (PPB) 1995–2003 | Partido Progressista (PP) 2003–2017 | Progressistas (PP) 2017–presente   |
|                                               |  | Partido Social Trabalhista (PST) 1988–1993    |                                           | Partido Progressista (PP) 1993–1995             |  | Partido Progressista Brasileiro (PPB) 1995–2003 | Partido Progressista (PP) 2003–2017 | Progressistas (PP) 2017–presente   |
|                                               |  | Partido Trabalhista Renovador (PTR) 1985–1993 |                                           | Partido Progressista (PP) 1993–1995             |  | Partido Progressista Brasileiro (PPB) 1995–2003 | Partido Progressista (PP) 2003–2017 | Progressistas (PP) 2017–presente   |